# Первенство ПФЛ 2019/2020
Первенство ПФЛ 2019/2020 — 28-й сезон третьего по рангу дивизиона профессионального футбола в России после Премьер-лиги и первенства ФНЛ. Было досрочно завершено по состоянию на 17 марта из-за пандемии COVID-19 (в соответствии с решением Исполкома РФС от 15 мая).
Соревнования стартовали в июле 2019 и предполагалось что завершатся в июле 2020 года (ранее окончание первенства планировалось на конец мая-начало июня). Победители каждой из групп ПФЛ получили право на выход в ФНЛ. Команды, занявшие последние места в каждой из групп, выбывают в Первенство России среди любительских футбольных клубов, но на практике, если команда занимает последнее место, ей, тем не менее, предоставляется возможность выступить в первенстве ПФЛ и на следующий сезон (в случае соответствия клуба требованиям лиги и при успешном прохождении лицензирования).
Параллельно Первенству проходил розыгрыш Кубка России сезона-2019/2020 (сроки проведения заключительных стадий были изменены). По окончании сезона должен был играться Кубок ПФЛ «Переправа» для молодёжных сборных команд пяти территориальных групп.
Также в июле 2019 года анонсировалось проведение нового турнира для основных команд (не команд-фарм-клубов) Первенства ПФЛ — Кубка Лиги ПФЛ (планировались сначала игры в группах по географическому принципу, а затем стадия плей-офф, в каждом матче предполагалось участие не менее трех игроков, родившихся не ранее 1 января 1998 года, четыре полуфиналиста этого турнира должны были получить право стартовать в Кубке России-2020/21 со стадии 1/32 финала), даты игр первоначально были встроены в проект календаря сезона-2019/20 в Профессиональной футбольной лиге, однако в итоговом варианте календаря, утверждавшемся на Бюро исполкома РФС, Кубка Лиги ПФЛ не оказалось.
В связи с угрозой распространения в России коронавирусной инфекции COVID-19 на период с 17 марта 2020 года по 10 апреля 2020 года включительно было приостановлено проведение всех спортивных соревнований по футболу, проводимых под эгидой РФС. 1 апреля 2020 года Бюро исполкома РФС приняло решение продлить приостановку соревнований до 31 мая, а 15 мая — завершить сезон.
В весенней части первенства ПФЛ смогли возобновить сезон только команды группы «Юг», проведя матчи 19-го тура (также был сыгран один пропущенный матч 16-го тура).

## Победители
| Запад          | Центр           | Юг                  | Урал-Приволжье   | Восток (Сибирь) |
| -------------- | --------------- | ------------------- | ---------------- | --------------- |
| Велес (Москва) | Динамо (Брянск) | Волгарь (Астрахань) | Акрон (Тольятти) | Иртыш (Омск)    |

## Участники

### Покинули лигу
По итогам сезона ПФЛ 2018/2019 в ФНЛ вышли следующие клубы:
- «Текстильщик» (Иваново) — победитель группы «Запад»;
- «Торпедо» (Москва) — победитель группы «Центр»;
- «Чайка» (Песчанокопское) — победитель группы «Юг»;
- «Нефтехимик» (Нижнекамск) — победитель группы «Урал-Приволжье».

По сравнению с прошлым сезоном, лигу покинули клубы:
- «Днепр» (Смоленск) — снялся по ходу прошлого сезона в группе «Запад»;
- «Академия футбола имени В. Понедельника» (Ростов-на-Дону) — снялась по ходу прошлого сезона в группе «Юг»;
- «Сибирь-2» (Новосибирск) — не может участвовать, так как является фарм-клубом вылетевшего из ФНЛ в ПФЛ ФК «Сибирь» (к тому же расформированного);
- «Ангушт» (Назрань) — заявился в первенство России среди ЛФК в связи с финансовыми проблемами[9].
- «Сызрань-2003» — 21 июня 2019 года отозвала документы на получение лицензии ПФЛ.
- «Чертаново»-2 (Москва) — игроки дубля «Чертаново» играют в новом турнире — Первенстве России до 17 лет.

### Пополнили лигу
По итогам Первенства ФНЛ 2018/2019 в ПФЛ выбыли следующие клубы:
- «Сибирь» (Новосибирск), занявшая 18-е место, вместо которой создали новый ФК «Новосибирск»;
- «Зенит-2» (Санкт-Петербург), занявший 19-е место;
- ФК «Тюмень», занявший 20-е место;

«Анжи» (Махачкала), занявший 15-е место в премьер-лиге 2018/19, должен был выступать в ФНЛ, но из-за финансовых проблем подал заявку в ПФЛ.
Занявшие 16-е и 17-е места в ФНЛ 2018/19 «Балтика» (Калининград) и «Факел» (Воронеж) сохранили место в ФНЛ в связи с неполучением лицензий «Анжи» и представителем группы «Восток» Первенства ПФЛ сезона 2018/19 «Иртыш» (Омск).
10 новичков лиги:
- «Акрон» (Тольятти)
- «Арарат» (Москва)
- «Звезда» (Санкт-Петербург)
- «Интер» (Черкесск)
- «Лада» (Димитровград)
- «Махачкала»
- «Новосибирск»
- «Олимп» (Химки)
- «Родина» (Москва)
- Спартак-Владикавказ*

| Запад                               | Центр                        | Юг                            | Урал-Приволжье           | Восток (Сибирь)          |
| 14 команд                           | 14 команд                    | 16 команд                     | 12 команд                | 6 команд                 |
| ----------------------------------- | ---------------------------- | ----------------------------- | ------------------------ | ------------------------ |
| Велес (Москва)                      | Арарат (Москва)              | Алания Владикавказ*           | Акрон (Тольятти)         | Динамо (Барнаул)         |
| Долгопрудный                        | Динамо (Брянск)              | Анжи (Махачкала)              | Волга (Ульяновск)        | Зенит (Иркутск)          |
| Звезда (Санкт-Петербург)            | Зоркий (Красногорск)         | Биолог-Новокубанск (Прогресс) | Звезда (Пермь)           | Иртыш (Омск)             |
| Зенит-2 (Санкт-Петербург)           | Калуга                       | Волгарь (Астрахань)           | Зенит-Ижевск             | Новосибирск              |
| Знамя Труда (Орехово-Зуево)         | Квант (Обнинск)              | Динамо (Ставрополь)           | КАМАЗ (Набережные Челны) | Сахалин (Южно-Сахалинск) |
| Коломна                             | Металлург (Липецк)           | Дружба (Майкоп)               | Лада (Димитровград)      | Чита                     |
| Ленинградец (Ленинградская область) | Ротор-2 (Волгоград)          | Интер (Черкесск)              | Лада-Тольятти            |                          |
| Локомотив-Казанка                   | Рязань                       | Краснодар-3                   | Носта (Новотроицк)       |                          |
| Луки-Энергия (Великие Луки)         | Салют Белгород               | Легион-Динамо (Махачкала)     | Тюмень                   |                          |
| Муром                               | Сатурн (Раменское)           | Махачкала                     | Урал-2 (Екатеринбург)    |                          |
| Олимп (Химки)                       | Сокол (Саратов)              | Машук-КМВ (Пятигорск)         | Уфа-2                    |                          |
| Псков-747                           | Строгино (Москва)            | СКА (Ростов-на-Дону)          | Челябинск                |                          |
| Родина (Москва)                     | Химик-Арсенал (Новомосковск) | Спартак-Владикавказ*          |                          |                          |
| Торпедо (Владимир)                  | Химки-М                      | Спартак-Нальчик               |                          |                          |
| Смоленск **                         |                              | Урожай (Краснодар)            |                          |                          |
|                                     |                              | Черноморец (Новороссийск)     |                          |                          |

* В соответствии с преобразованием владикавказского клуба «Спартак» была образована «Алания Владикавказ» — с главным тренером, сотрудниками и футболистами выступавшего в предыдущем сезоне Первенства ПФЛ «Спартака», а также заявлен ещё один клуб — «Спартак-Владикавказ». При этом официально для участия в первенстве ПФЛ именно «Алания» была заявлена как новосозданный клуб, а «Спартак-Владикавказ» — как преемник ранее выступавшей команды.
** ФК «Смоленск» прошёл лицензирование, но в последний момент, когда формировали список участников, клуб не допустили, потому что СФФ «Центр» во главе с Рохусом Шохом не выдал клубу рекомендацию от МРО.

## «Запад»
| М  | Команда                          | И  | В  | Н | П  | Мячи    | ±   | О  | Примечания                                             |
| -- | -------------------------------- | -- | -- | - | -- | ------- | --- | -- | ------------------------------------------------------ |
|    | Велес (Москва)                   | 16 | 11 | 3 | 2  | 34 − 13 | +21 | 36 | Выход в Первенство ФНЛ 2020/2021                       |
|    | Долгопрудный                     | 17 | 11 | 2 | 4  | 29 − 16 | +13 | 35 |                                                        |
|    | Зенит-2 (Санкт-Петербург)        | 17 | 9  | 5 | 3  | 30 − 14 | +16 | 32 | Фарм-клуб ФК «Зенит»                                   |
| 4  | Торпедо (Владимир)               | 17 | 8  | 6 | 3  | 23 − 17 | +6  | 30 |                                                        |
| 5  | Ленинградец (Ленинградская обл.) | 17 | 7  | 7 | 3  | 27 − 20 | +7  | 28 |                                                        |
| 6  | Олимп (Химки)                    | 16 | 7  | 5 | 4  | 18 − 15 | +3  | 26 | После окончания сезона объединился с ФК «Долгопрудный» |
| 7  | Муром                            | 16 | 7  | 3 | 6  | 31 − 23 | +8  | 24 |                                                        |
| 8  | Родина (Москва)                  | 17 | 6  | 4 | 7  | 27 − 31 | −4  | 22 |                                                        |
| 9  | Псков-747                        | 16 | 6  | 3 | 7  | 15 − 26 | −11 | 21 | Отказ от игр ПФЛ по окончании сезона                   |
| 10 | Локомотив-Казанка (Москва)       | 16 | 4  | 5 | 7  | 26 − 27 | −1  | 17 | Фарм-клуб ФК «Локомотив»                               |
| 11 | Знамя Труда (Орехово-Зуево)      | 17 | 3  | 6 | 8  | 14 − 23 | −9  | 15 |                                                        |
| 12 | Коломна                          | 17 | 4  | 3 | 10 | 15 − 24 | −9  | 15 |                                                        |
| 13 | Луки-Энергия (Великие Луки)      | 16 | 3  | 4 | 9  | 15 − 29 | −14 | 13 |                                                        |
| 14 | Звезда (Санкт-Петербург)         | 17 | 2  | 0 | 15 | 9 − 35  | −26 | 6  |                                                        |

И — игры, В — выигрыши, Н — ничьи, П — проигрыши, Мячи — забитые и пропущенные голы, ± — разница голов, О — очки

Матчи, планировавшиеся на конец марта-май, в связи с пандемией коронавируса сначала были перенесены на неопределённый срок, а затем отменены.

### Изменение лидера по ходу первенства
* Матч 4-го тура «Зенит-2» — «Велес» был перенесён на 10 сентября, что позволило лидировать после матчей 7-го тура «Пскову-747». С учётом результата этого матча (3:3) по сумме результатов матчей семи туров лучшие показатели у «Зенита-2».

### Лучшие бомбардиры
1. Алексей Баев «Велес» — 7
2. Алексей Гасилин «Зенит-2» — 7 (1)
3. Никита Хлусов «Ленинградец» — 7 (1)

В скобках указано количество голов, забитых с пенальти.

## «Центр»
| М  | Команда                      | И  | В  | Н | П  | Мячи    | ±   | О  | Примечания                                                                                 |
| -- | ---------------------------- | -- | -- | - | -- | ------- | --- | -- | ------------------------------------------------------------------------------------------ |
|    | Динамо (Брянск)              | 17 | 12 | 3 | 2  | 28 − 11 | +17 | 39 | Выход в Первенство ФНЛ 2020/2021                                                           |
|    | Металлург (Липецк)           | 17 | 11 | 4 | 2  | 30 − 9  | +21 | 37 |                                                                                            |
|    | Сокол (Саратов)              | 17 | 11 | 4 | 2  | 37 − 10 | +27 | 37 |                                                                                            |
| 4  | Салют Белгород               | 17 | 8  | 2 | 7  | 23 − 23 | 0   | 26 |                                                                                            |
| 5  | Химик-Арсенал (Новомосковск) | 17 | 7  | 5 | 5  | 27 − 20 | +7  | 26 | Фарм-клуб ФК «Арсенал» (Тула)                                                              |
| 6  | Рязань                       | 17 | 6  | 6 | 5  | 29 − 26 | +3  | 24 |                                                                                            |
| 7  | Зоркий (Красногорск)         | 16 | 7  | 2 | 7  | 31 − 32 | −1  | 23 | Отказ от игр ПФЛ по окончании сезона                                                       |
| 8  | Арарат (Москва)              | 17 | 7  | 2 | 8  | 34 − 36 | −2  | 23 | Исключён после зимней паузы                                                                |
| 9  | Калуга                       | 17 | 6  | 4 | 7  | 24 − 23 | +1  | 22 |                                                                                            |
| 10 | Сатурн (Раменское)           | 17 | 5  | 7 | 5  | 32 − 32 | 0   | 22 |                                                                                            |
| 11 | Химки-М                      | 17 | 5  | 3 | 9  | 23 − 32 | −9  | 18 | Фарм-клуб ФК «Химки». Не имеет права на переход в ФНЛ                                      |
| 12 | Строгино (Москва)            | 17 | 5  | 2 | 10 | 15 − 28 | −13 | 17 |                                                                                            |
| 13 | Квант (Обнинск)              | 17 | 2  | 2 | 13 | 8 − 40  | −32 | 8  |                                                                                            |
| 14 | Ротор-2 (Волгоград)          | 16 | 2  | 2 | 12 | 14 − 33 | −19 | 8  | Фарм-клуб ФК «Ротор». Не имеет права на переход в ФНЛ Отказ от игр ПФЛ по окончании сезона |

И — игры, В — выигрыши, Н — ничьи, П — проигрыши, Мячи — забитые и пропущенные голы, ± — разница голов, О — очки

Матчи, планировавшиеся на апрель-май, в связи с пандемией коронавируса сначала были перенесены на неопределённый срок, а затем отменены.

### Лучшие бомбардиры
1. Никита Кашаев «Зоркий» — 13 (1)
2. Андрей Овчинников «Металлург» — 11 (1)
3. Валерий Альшанский «Сатурн» — 10
4. Александр Перченок «Сокол» — 10
5. Илья Грузнов «Арарат» — 10 (4)

В скобках указано количество голов, забитых с пенальти.

## «Юг»
| М  | Команда                   | И  | В  | Н | П  | Мячи    | ±   | О  | Примечания                                                |
| -- | ------------------------- | -- | -- | - | -- | ------- | --- | -- | --------------------------------------------------------- |
|    | Волгарь (Астрахань)       | 19 | 16 | 2 | 1  | 45 − 7  | +38 | 50 | Выход в Первенство ФНЛ 2020/2021                          |
|    | Алания                    | 19 | 15 | 1 | 3  | 54 − 13 | +41 | 46 | Выход в Первенство ФНЛ 2020/2021                          |
|    | Дружба (Майкоп)           | 19 | 10 | 4 | 5  | 29 − 26 | +3  | 34 |                                                           |
| 4  | Черноморец (Новороссийск) | 19 | 10 | 3 | 6  | 40 − 22 | +18 | 33 |                                                           |
| 5  | Легион Динамо (Махачкала) | 19 | 7  | 6 | 6  | 18 − 21 | −3  | 27 |                                                           |
| 6  | Динамо (Ставрополь)       | 19 | 8  | 3 | 8  | 31 − 25 | +6  | 27 |                                                           |
| 7  | Махачкала                 | 19 | 7  | 5 | 7  | 19 − 24 | −5  | 26 |                                                           |
| 8  | СКА (Ростов-на-Дону)      | 19 | 7  | 5 | 7  | 25 − 25 | 0   | 26 |                                                           |
| 9  | Биолог-Новокубанск        | 19 | 7  | 5 | 7  | 20 − 22 | −2  | 26 |                                                           |
| 10 | Машук-КМВ (Пятигорск)     | 19 | 6  | 6 | 7  | 22 − 17 | +5  | 24 |                                                           |
| 11 | Урожай (Краснодар)        | 19 | 5  | 5 | 9  | 22 − 37 | −15 | 20 |                                                           |
| 12 | Интер (Черкесск)          | 19 | 5  | 5 | 9  | 24 − 38 | −14 | 20 |                                                           |
| 13 | Спартак-Нальчик           | 19 | 4  | 7 | 8  | 18 − 37 | −19 | 19 |                                                           |
| 14 | Краснодар-3               | 19 | 5  | 3 | 11 | 19 − 38 | −19 | 18 | Фарм-клуб ФК «Краснодар». Не имеет права на переход в ФНЛ |
| 15 | Анжи (Махачкала)          | 19 | 3  | 7 | 9  | 24 − 32 | −8  | 10 | Снято 6 очков                                             |
| 16 | Спартак-Владикавказ       | 19 | 1  | 5 | 13 | 14 − 40 | −26 | 8  | Расформирован по окончании сезона                         |

И — игры, В — выигрыши, Н — ничьи, П — проигрыши, Мячи — забитые и пропущенные голы, ± — разница голов, О — очки

Матчи, планировавшиеся на апрель-май, в связи с пандемией коронавируса сначала были перенесены на неопределённый срок, а затем отменены.

### Лучшие бомбардиры
1. Джамал Дибиргаджиев «Черноморец» — 12 (4)
2. Азамат Курачинов «Динамо» — 12 (4)
3. Батраз Хадарцев «Алания» — 12 (4)
4. Кантемир Бацев «Спартак-Нальчик» — 10 (3)

В скобках указано количество голов, забитых с пенальти.

## «Урал-Приволжье»

### Состав участников
| Клуб          | Город            | Стадион              | Вместимость | Главный тренер                                                                            | Примечания           |
| ------------- | ---------------- | -------------------- | ----------- | ----------------------------------------------------------------------------------------- | -------------------- |
| Акрон         | Тольятти         | Кристалл (Жигулёвск) | 1 550       | Дмитрий Емельянов                                                                         |                      |
| Волга         | Ульяновск        | Труд                 | 10 000      | Сергей Гунько (1—15 туры) Дмитрий Николаев (16—17 туры, и. о.) Ринат Аитов*               |                      |
| Зенит-Ижевск  | Ижевск           | Центральный          | 16 000      | Сергей Емельянов                                                                          |                      |
| Зенит-Ижевск  | Ижевск           | Купол                | 3 500       | Сергей Емельянов                                                                          |                      |
| Звезда        | Пермь            | Звезда               | 17 000      | Константин Парамонов (1—17 туры) Рустем Хузин*                                            |                      |
| Звезда        | Пермь            | Манеж Пермь Великая  | 3 000       | Константин Парамонов (1—17 туры) Рустем Хузин*                                            |                      |
| КАМАЗ         | Набережные Челны | КАМАЗ                | 6 248       | Михаил Белов                                                                              |                      |
| Лада          | Димитровград     | Торпедо              | 5 000       | Ринат Аитов (1—17 туры) Марс Сахабутдинов*                                                |                      |
| Лада-Тольятти | Тольятти         | Торпедо              | 18 000      | Игорь Желтов                                                                              |                      |
| Носта         | Новотроицк       | Металлург            | 6 000       | Антон Сычёв                                                                               |                      |
| Тюмень        | Тюмень           | Геолог               | 15 000      | Горан Алексич (1—8 туры) Вячеслав Афонин (12—17 туры; 9—11 туры — и. о.) Игорь Меньщиков* |                      |
| Урал-2        | Екатеринбург     | Бажовия (Сысерть)    | 500         | Юрий Матвеев                                                                              | Фарм-клуб ФК «Урал». |
| Урал-2        | Екатеринбург     | Манеж Урал           | 3 000       | Юрий Матвеев                                                                              | Фарм-клуб ФК «Урал». |
| Уфа-2         | Уфа              | Нефтяник             | 15 132      | Альберт Лукманов                                                                          | Фарм-клуб ФК «Уфа».  |
| Челябинск     | Челябинск        | Локомотив            | 2 600       | Михаил Сальников                                                                          |                      |

* Примечание. В первенстве не тренировали, т.к. в весенней части матчей не было.

### Схема проведения
В группе «Урал-Приволжье» сезон должен был проходить в два этапа. На первом этапе — игры в два круга по системе «каждый с каждым», на втором этапе — разделение команд на две группы: группу «А» (команды, занявшие на первом этапе места с 1-го по 6-е) и группу «Б» (места с 7-го по 12-е) и проведение матчей в своей группе по принципу «каждый с каждым» в один круг.
Сроки проведения (предполагавшиеся; до пандемии коронавируса):
- первого этапа — 16 июля 2019 года — 29 апреля 2020 года;
- второго этапа — май—июнь 2020 года (5 игровых туров).

Матчи, планировавшиеся на апрель-май (первого (18—22-й туры) и второго этапов), в связи с пандемией коронавируса сначала были перенесены на неопределённый срок, а затем отменены.
Итоги утверждены по промежуточному положению команд на первом этапе.
| М  | Команда       | И  | В  | Н | П  | Мячи    | ±   | О  | Примечания                           |
| -- | ------------- | -- | -- | - | -- | ------- | --- | -- | ------------------------------------ |
|    | Акрон         | 17 | 12 | 2 | 3  | 29 − 16 | +13 | 38 | Выход в Первенство ФНЛ 2020/2021     |
|    | Челябинск     | 17 | 11 | 3 | 3  | 34 − 17 | +17 | 36 |                                      |
|    | Урал-2        | 17 | 11 | 2 | 4  | 34 − 16 | +18 | 35 |                                      |
| 4  | КАМАЗ         | 17 | 10 | 2 | 5  | 37 − 23 | +14 | 32 |                                      |
| 5  | Лада          | 17 | 7  | 3 | 7  | 19 − 18 | +1  | 24 |                                      |
| 6  | Носта         | 17 | 6  | 4 | 7  | 23 − 26 | −3  | 22 |                                      |
| 7  | Звезда        | 17 | 6  | 4 | 7  | 20 − 20 | 0   | 22 |                                      |
| 8  | Волга         | 17 | 6  | 2 | 9  | 19 − 26 | −7  | 20 |                                      |
| 9  | Зенит-Ижевск  | 17 | 5  | 3 | 9  | 27 − 27 | 0   | 18 |                                      |
| 10 | Тюмень        | 17 | 7  | 5 | 5  | 25 − 21 | +4  | 14 | Снято 12 очков                       |
| 11 | Лада-Тольятти | 17 | 3  | 1 | 13 | 12 − 47 | −35 | 10 |                                      |
| 12 | Уфа-2         | 17 | 1  | 3 | 13 | 17 − 39 | −22 | 6  | Отказ от игр ПФЛ по окончании сезона |

И — игры, В — выигрыши, Н — ничьи, П — проигрыши, Мячи — забитые и пропущенные голы, ± — разница голов, О — очки

### Лучшие бомбардиры
1. Давид Караев «КАМАЗ» — 11
2. Александр Гаглоев «КАМАЗ» — 10 (6)
3. Николай Иванников «Акрон» — 8 (1)

В скобках указано количество голов, забитых с пенальти.

## «Восток»
Для группы «Восток» был предусмотрен формат проведения первенства в 4 круга.
| М | Команда                  | И  | В | Н | П | Мячи    | ±   | О  | Примечания                       |
| - | ------------------------ | -- | - | - | - | ------- | --- | -- | -------------------------------- |
|   | Иртыш (Омск)             | 11 | 9 | 2 | 0 | 21 − 4  | +17 | 29 | Выход в Первенство ФНЛ 2020/2021 |
|   | Сахалин (Южно-Сахалинск) | 12 | 5 | 3 | 4 | 15 − 16 | −1  | 18 |                                  |
|   | Новосибирск              | 12 | 5 | 2 | 5 | 16 − 16 | 0   | 17 |                                  |
| 4 | Чита                     | 12 | 4 | 3 | 5 | 13 − 12 | +1  | 15 |                                  |
| 5 | Динамо (Барнаул)         | 11 | 3 | 2 | 6 | 8 − 15  | −7  | 11 |                                  |
| 6 | Зенит (Иркутск)          | 12 | 3 | 0 | 9 | 6 − 16  | −10 | 9  |                                  |

И — игры, В — выигрыши, Н — ничьи, П — проигрыши, Мячи — забитые и пропущенные голы, ± — разница голов, О — очки

Матчи, планировавшиеся на апрель-май, в связи с пандемией коронавируса сначала были перенесены на неопределённый срок, а затем отменены.
17 апреля 2020 года в прессе появлялись сообщения о том, что команды «Сахалин», «Чита» и «Динамо» отказались доигрывать футбольный сезон после перерыва по различным причинам (из-за пандемии коронавируса, или, как в случае с «Сахалином», по финансовым причинам). Впоследствии данные сообщения были опровергнуты представителями клубов. При этом следующий сезон команды готовы были начать в новых зонах, к тому времени уже существовала вероятность того, что сезон ПФЛ 2019/20 может быть прекращён досрочно. Рассматривалась также возможность завершения сезона по итогам трёх кругов.

### Лучшие бомбардиры
1. Андрей Разборов «Иртыш» — 10 (3)
2. Роман Беляев «Новосибирск» — 7 (5)
3. Владимир Марков «Чита» — 5 (1)

В скобках указано количество голов, забитых с пенальти.